# Byron (Wyoming)
Byron és una població dels Estats Units a l'estat de Wyoming. Segons el cens del 2000 tenia 557 habitants.

## Demografia
Segons el cens del 2000, Byron tenia 557 habitants, 195 habitatges, i 148 famílies. La densitat de població era de 256 habitants/km².
Dels 195 habitatges en un 37,4% hi vivien nens de menys de 18 anys, en un 57,4% hi vivien parelles casades, en un 14,9% dones solteres, i en un 23,6% no eren unitats familiars. En el 20% dels habitatges hi vivien persones soles el 9,7% de les quals corresponia a persones de 65 anys o més que vivien soles. El nombre mitjà de persones vivint en cada habitatge era de 2,86 i el nombre mitjà de persones que vivien en cada família era de 3,34.
Per edats la població es repartia de la següent manera: un 32,9% tenia menys de 18 anys, un 7,4% entre 18 i 24, un 21,2% entre 25 i 44, un 24,8% de 45 a 60 i un 13,8% 65 anys o més.
L'edat mediana era de 34 anys. Per cada 100 dones de 18 o més anys hi havia 93,8 homes.
La renda mediana per habitatge era de 34.375$ i la renda mediana per família de 37.045$. Els homes tenien una renda mediana de 33.409$ mentre que les dones 16.667$. La renda per capita de la població era de 11.931$. Entorn del 19,9% de les famílies i el 22,6% de la població estaven per davall del llindar de pobresa.

## Poblacions més properes
El següent diagrama mostra les poblacions més properes.